# Alemanes de Satu Mare

El asentamiento de los suabos del Danubio en la cuenca de los Cárpatos.

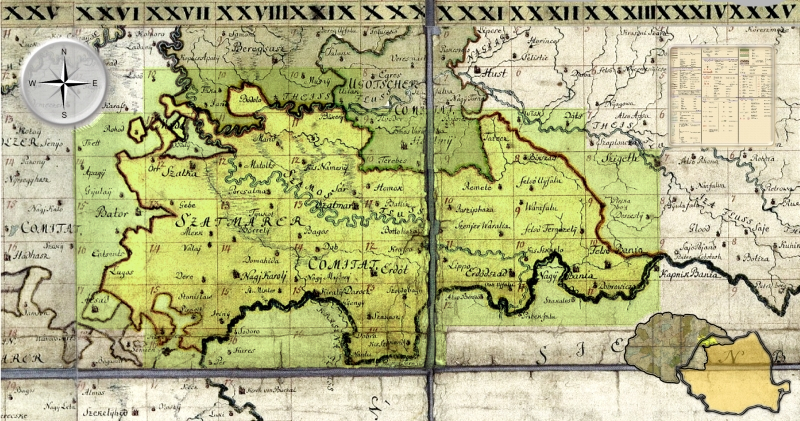
Condado de Szatmár en el Josephinische Landesaufnahme, 1782-1785.

Los alemanes de Satu Mare o suabos de Sathmar (en rumano: Șvabi sătmăreni, en alemán: Sathmarer Schwaben) son una minoría de lengua alemana de Rumanía establecida principalmente en el distrito de Satu Mare. La población de origen alemán de los distritos rumanos de Bihor (especialmente en y alrededor de Oradea (Großwardein), Sălaj y Maramureş también son asignadas a este grupo étnico. Hay tres pueblos de suabos de Sathmar en Hungría, en el condado de Szabolcs-Szatmár-Bereg. Estos territorios formaban parte del antiguo condado húngaro de Szatmár. Los suabos de Sathmar, junto con otras minorías germanófonas del sudeste de Europa, pertenecen al grupo de suabos del Danubio, y llegaron, como ellos, principalmente de la zona de Alta Suabia, en Alemania.

## Sathmarland
En la actualidad, Sathmarland se encuentra en el noroeste de Rumanía. Hasta el final de la Primera Guerra Mundial, Sathmarland pertenecía a Austria-Hungría, y pasó al Reino de Rumania a través del tratado de Trianón en 1920, regresó a Hungría en 1940 a través del segundo arbitraje de Viena y se reincorporó a Rumanía después de la Segunda Guerra Mundial. Debe su nombre a la ciudad de Sathmar (en húngaro Szatmár, en rumano Satu Mare) en el Samisch (Someş), un afluente del Tisza. El área de asentamiento de los suabos de Sathmar no solo incluye las aldeas suabas en el distrito administrativo actual de Satu Mare, sino también lugares con población alemana, en los distritos de Bihor, Sălaj y Maramureș.

## Historia

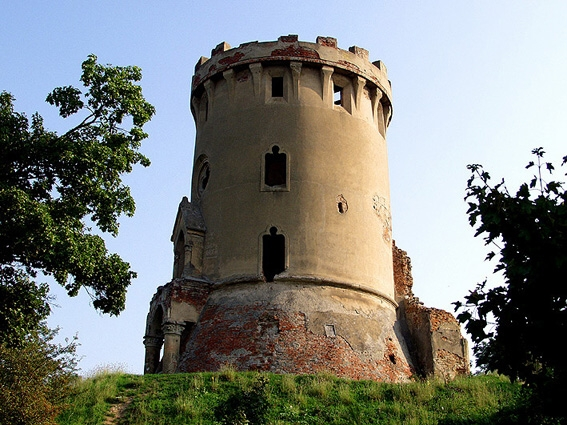
Ruinas del castillo de Ardud.

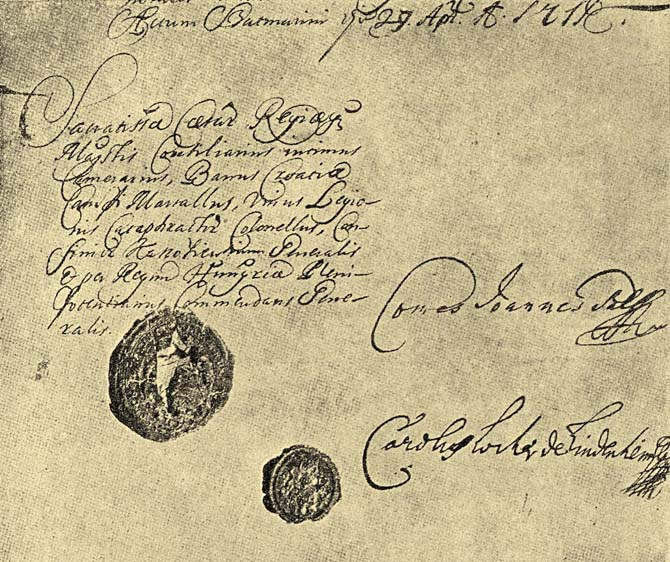
Tratado de Szatmár, 1711, que dio inicio al asentamiento.

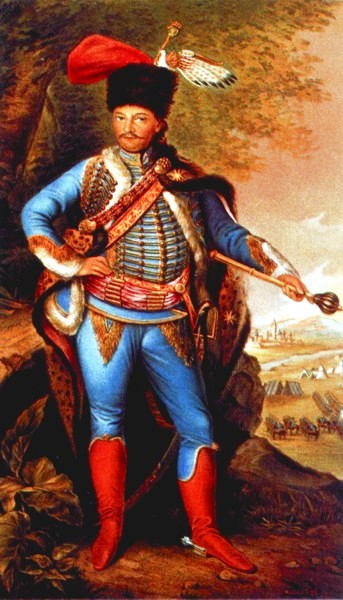
El conde Sándor Károlyi.

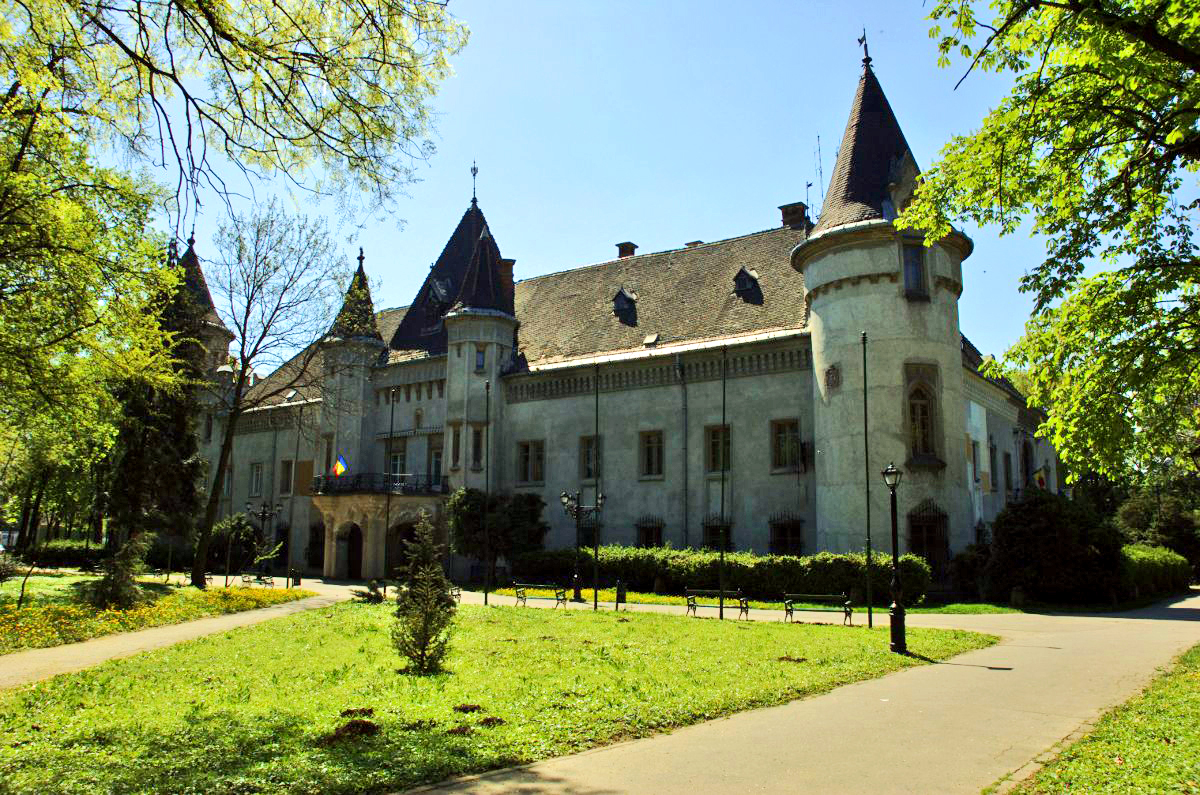
Castillo de los Karolyi en Carei.

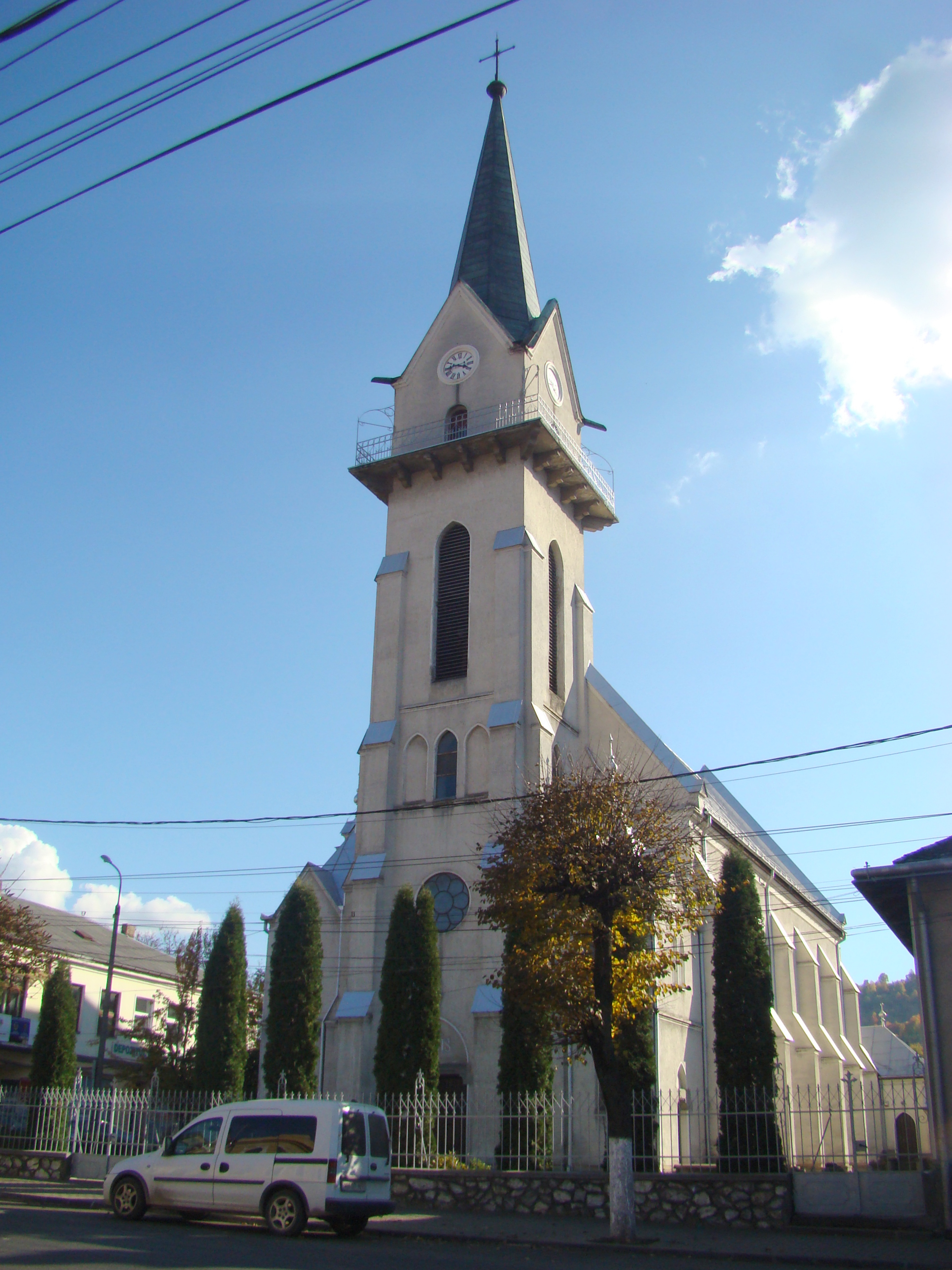
Iglesia católica de Vișeu de Sus.

Los suabos de Sathmar son descendientes de los agricultores que emigraron principalmente de la Alta Suabia en el siglo XVIII. Entre los años 1712 y 1815, el conde Sándor Károlyi y sus descendientes reclutaron colonos del reino de Württemberg. Muchos emigrantes procedían de los distritos actuales de Ravensburg y Biberach.

### Antecedentes
Los primeros colonos alemanes llegaron a Sathmarland a finales del siglo XI. En 1230, el rey Andrés II otorgó a los "invitados" alemanes de Sathmar "dilectis et fidelibus nostris hospitibus Teutonicis de Zathmar Nemethi" una bula similar a la bula de los sajones de Transilvania. En ese momento, surgieron varios asentamientos alemanes a lo largo del Someș desde Zalău (Zillenmarkt) hasta Dej (Burglos), cuyos residentes disfrutaban de esos derechos y libertades. También se han confirmado colonos alemanes en las ciudades mineras de Baia Mare (Frauenbach) y Baia Sprie (Mittelstadt). Como se puede ver en documentos procesales de la diócesis de Oradea (Großwardeiner) de 1215, también hubo asentamientos alemanes alrededor de la ciudad. 
Los antepasados de Alberto Durero procedían de la región. Según la crónica familiar del conocido grabador y pintor, su padre nació en una familia "de un pequeño pueblo llamado Jula (Gyula), a ocho millas de Wardein, con un pequeño pueblo al lado llamado Eytas“. Sin embargo, con el paso del tiempo, los habitantes alemanes de estos asentamientos medievales se fusionaron con otras poblaciones. 
Las personas de origen alemán que viven hoy en Sathmarland, en los distritos de Maramureș, Bihor y Sălaj, no son descendientes directos de estos colonos medievales. Sus antepasados no fueron llamados a estas áreas hasta el siglo XVIII. El asentamiento medieval alemán de Sathmar se extinguió como resultado de la asimilación o incursiones de los tártaros y posteriores guerras turcas. El castillo de Sathmar fue reconstruido en 1565 por Lazarus von Schwendi como capitán general de las tropas imperiales en Hungría. El fundador del moderno asentamiento alemán de Sathmar fue el conde Sándor Károlyi.
Después de la victoria del príncipe Eugenio de Saboya en la batalla de Zenta de 1697, que allanó el camino para la paz de Karlowitz de 1699, las fronteras entre los imperios Habsburgo y Otomano se establecieron en los ríos Tisza y Danubio, así como por el Danubio, el Bosut y el Sava.
El levantamiento de Francisco Rákóczi II, que estalló en 1703 y en el curso del cual los kuruc avanzaron hacia el oeste de Hungría y el sur de Estiria, casi hasta Viena, llegó a su fin en 1711 con la paz de Szatmár. El representante de Rákóczi, el conde Sándor Károlyi, cuya propiedad en el condado de Szatmár había sido devastada, lo firmó por parte de los rebeldes. Károlyi y sus sucesores reclutaron católicos de la Alta Suabia para repoblar sus propiedades, principalmente de los distritos de Biberach y Ravensburg. Incluso después del final de la guerra de sucesión española en 1714, la situación económica en la Alta Suabia solo mejoró lentamente. Aunque la Alta Suabia se salvó de los actos de guerra inmediatos entre 1707 y 1796, malas cosechas, epidemias del ganado y las guerras del siglo XVIII, como la guerra de sucesión polaca (1733-1735), las dos Guerras de Silesia (1740-1748) y la guerra de los Siete Años (1756-1763) - presionaron a la población una y otra vez. El derecho de herencia en la Alta Suabia, a través del cual las granjas, feudos y selden pasaban indivisos a un solo heredero, aseguró la preservación de la estructura agrícola con un gran número de granjas medianas y grandes, pero también empobreció a los excluidos o solo uno recibía una herencia pequeña. Las malas cosechas y las epidemias ganaderas, que encarecieron tanto los precios de los alimentos, hicieron el resto.

### Asentamiento
Tras el levantamiento de los kurucok húngaros (1703-1711), que terminó con la paz de Szatmár de 1711, comenzó en 1712 un asentamiento planificado de colonos alemanes de la Alta Suabia  No estuvo controlado por el estado, sino por la dinastía de magnates locales Károlyi. En los años entre 1712 y 1815, el conde Sándor Károlyi y sus descendientes llamaron a colonos del entonces reino de Württemberg, principalmente de la Alta Suabia, para repoblar el área despoblada por guerras, desastres naturales y epidemias.
Unos años antes de la primera migración de suabos del Banat, Sándor Károlyi comenzó su campaña de asentamiento en Sathmarland. En 1712 llamó a los primeros pobladores de Württemberg. 330 familias, alrededor de 1400 personas, siguieron su llamada. Debido a las malas condiciones de la vivienda y la falta de la ayuda prometida, casi mil personas abandonaron Sathmarland poco después de su llegada. De los 1.400 colonos sólo quedaron 450. De éstos, sobrevivieron unos 250. Ya en 1720, algunos de los colonos acordaron reclutar nuevos emigrantes para Károlyi en Württemberg. A partir de este año, el asentamiento en Sathmarland por los condes Sándor, Ferenc, Antal y Joszef Károlyi fue un éxito. Los grupos de colonos más grandes llegaron en 1726 con 181 familias, 1737 con 106, 1760 con 58 y 1774 con 83 familias. Entre 1744 y 1751, el barón Wesselényi fundó el asentamiento alemán de Kriegsdorf (Hodod), al que llamó a familias de protestantes de Baden-Durlach y Suiza. En Bătarci (Batartsch) se establecieron principalmente carpinteros y trabajadores forestales de Budweis en Bohemia. Sopladores de vidrio de Austria llegaron a Poiana Codrului (Glashütte) en 1801. En Palota y en Tărian (Kreisch-Tarjan), cerca de Großwardein, se establecieron habitantes de Suabia y el Palatinado. Después de 1810, cuando se fundó la última comunidad suaba, Terem, la colonización disminuyó lentamente. Una nueva colonización no se produciría de nuevo hasta 1910 con colonos de Alta Austria y Bohemia a Tarna Mare (Großtarna) y Bătarci. Entre 1770 y 1780, el erario reclutó mineros y artesanos de Salzkammergut, Alta Austria y los zipser para las minas de sal en el valle del río Teresva. Entre 1778 y 1790, algunos de estos colonos, que procedían de Bad Ischl, Gmunden, Ebensee y Spiš, se trasladaron a Vișeu de Sus (Oberwischau) y Băile Borșa (Pfefferfeld), donde trabajaron como leñadores en los bosques del estado y como carpinteros. Sus descendientes, conocidos hoy como zipser, viven principalmente en Vișeu de Sus, pero también en Ocna Șugatag (Altwerk), Tiáchiv (Teutschau), Sighetu Marmației (Sighet) y sus alrededores. Entre 1773 y 1812, ingenieros forestales, mineros y expertos en la industria minera llegaron a Baia Mare, Baia Sprie, Cavnic (Kapnik) y otras localidades mineras en Maramureš, principalmente de Austria y Baviera. Con estos asentamientos se fundaron en parte nuevas localidades o se expandieron las localidades rumanas y húngaras ya establecidas.
Por contrato, los colonos recibieron tierras cultivables, prados y bosques de forma gratuita para su uso, así como ganado de tiro, grano y madera, y estuvieron exentos de impuestos y mano de obra en los primeros años. Se les concedió el liderazgo comunitario de su propia elección. Al final de su tiempo de exención, debían pagar cinco florines renanos de impuestos sobre la propiedad, pagar el noveno o el décimo, realizar entre quince y dieciséis días de trabajo forzoso y entregar los "obsequios" habituales (aves de corral, huevos, mantequilla) en las principales festividades. Si los colonos hubieran cumplido con estas obligaciones, podrían dejar la finca. En consecuencia, los suabos de Sathmar no eran siervos sujetos a la tierra, sino súbditos heredados o "agricultores contratados".

### Revolución de 1848
La revolución de 1848 y las patentes de dispensa imperial de la década de 1850, que finalmente fueron impuestas por la revolución, liberaron a los campesinos del Sathmarland de sus obligaciones feudales y provocaron un gran auge económico y la conversión a una modelo de agricultura más moderno.

### Tras la Segunda Guerra Mundial
En septiembre y octubre de 1944, más de tres mil habitantes de Sathmarland huyeron bajo la protección de la Wehrmacht alemana y se establecieron principalmente en el sur de Alemania, Austria y Estados Unidos. Sin embargo, la mayoría se quedó en su hogar ancestral. De los que se quedaron atrás, alrededor de cinco mil hombres entre 17 y 45 años y mujeres entre 18 y 35 años fueron arrestados a y deportados a la Unión Soviética para trabajos de reconstrucción. Debido al decreto núm. 187/1945 del gobierno rumano, se expropiaron las propiedades inmobiliarias de todos los alemanes. Las escuelas de idioma alemán estuvieron prohibidas hasta 1948. Como resultado de la nacionalización general de 1948, las empresas artesanales e industriales fueron nacionalizadas. La colectivización de la agricultura tuvo lugar a mediados de la década de 1950. El asentamiento controlado por el estado de no alemanes en y alrededor de las localidades de Sathmarland constribuyó significativamente a la asimilación de los alemanes de Satu Mare y a la crisis de su histórica comunidad.

## Sistema escolar

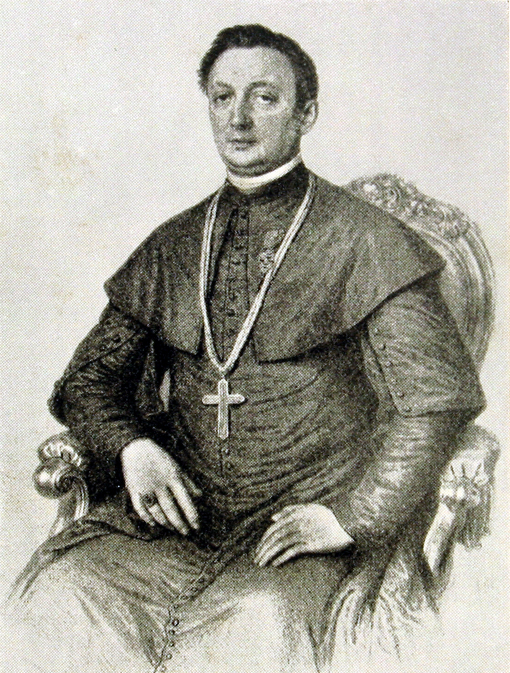
Obispo Michael Haas.

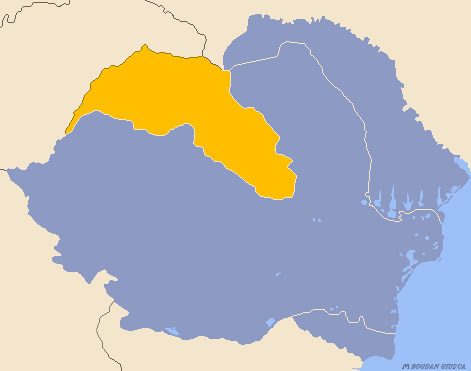
Área anexionada por Hungría por el segundo arbitraje de Viena.

La burguesía alemana de Satu Mare se fusionó relativamente rápido con los magiares. La instrucción escolar jugó un papel importante en estas áreas desde el principio y se establecieron escuelas alemanas en los primeros años de asentamiento. Las estadísticas muestran que la escolarización se impartió en alemán ya en 1731 en Foeieni (Fienen), en 1741 en Urziceni (Schinal) y Moftinu Mare (Großmaitingen), en 1747 en Rătești (Sagas), en 1767 en Șandra (Schandern), en 1779 en Beltiug (Bildegg), en 1772 en Mérk y en 1777 en Terebești (Terebescht ). También en 1779 Antal Károlyi hizo construir una "escuela nacional" en Carei. Sin embargo, este desarrollo favorable del sistema escolar alemán en Sathmarland fue interrumpido por la magiarización que comenzó a principios del siglo XIX. En 1825 se introdujo el idioma húngaro en la vida pública. La Iglesia Católica también sirvió a la política general de magiarización. A pesar de esto, el desplazamiento del idioma de instrucción en las comunidades alemanas procedió muy lentamente. El dialecto suabo de Sathmar se hablaba tanto dentro como fuera de la familia. En las ciudades y pueblos mixtos, sin embargo, la enseñanza del idioma alemán tuvo que ceder cada vez más al húngaro. El obispo Michael Haas se opuso enérgicamente a estas tendencias generales hacia la magiarización. Es en gran parte responsable de la reorganización del instituto de formación docente alemán, la formación continua y avanzada de profesores activos, la admisión de la escuela primaria católica en Satu Mare (1863) entre las instituciones públicas y la existencia continuada de las escuelas primarias alemanas. Después del Compromiso austrohúngaro (1867) y el establecimiento de la monarquía dual, el idioma húngaro se introdujo por la fuerza en todas las escuelas primarias no húngaras. La consecuencia de estas medidas fue el desplazamiento constante y progresivo del idioma alemán de la instrucción y la completa magiarización de las escuelas alemanas.
La anexión de Transilvania a Rumanía a través del tratado de Trianón tuvo efectos positivos en la situación de los suabos de Sathmar. El estado rumano apoyó la autoconciencia nacional de los suabos de Sathmar como contrapeso al separatismo húngaro en Transilvania. En 1920 se reanudó la enseñanza en alemán. En 1928 había ya escuelas alemanas en quince municipios. El 10 de enero de 1926, se fundó la "Comunidad del Pueblo Germano-Suabo de Sathmar" (Deutsch-Schwäbische Volksgemeinschaft Sathmar) con el apoyo de los sajones de Transilvania y de los suabos del Banat. En 1933 habíalecciones en alemán en veinticinco comunidades. En el año escolar 1939/1940, 57 profesores de alemán trabajaban en 32 escuelas y enseñaban a 2.925 alumnos en su lengua materna. Los jóvenes asistían a universidades alemanas secundarias en Timișoara y Sibiu. Pero este desarrollo cultural se interrumpió repentinamente cuando el norte de Transilvania, las áreas de Maramureș, Satu Mare y Tărian fueron nuevamente anexadas a Hungría por el arbitraje de Viena del 30 de agosto de 1940. Inmediatamente se tomaron medidas para continuar la magiarización de la población alemana de esta zona. Ya en el año escolar 1942/1943, el número de ciudades con escuelas alemanas se había reducido a quince.
Después de la Segunda Guerra Mundial, se inició un nuevo desarrollo en el sistema escolar tras la reforma docente del 3 de agosto de 1948. Poco a poco, se volvieron a abrir jardines de infancia y escuelas de habla alemana. Desde mediados de la década de 1960, cuando la política de minorías en Rumanía permitió cierto margen de maniobra, se desarrolló en Sathmarland una animada labor escolar y cultural alemana. Esto se debe principalmente al trabajo de aquellos maestros que estudiaron en Timişoara desde 1958 y en Sibiu desde 1969, pero sobre todo a los muchos sajones de Transilvania y suabos del Banat que enseñaron en la región desde finales de la década de 1950, que revivieron su vida cultural. Las restricciones a las escuelas y la prensa, que entraron en vigor en 1971 y 1974, abrieron la puerta a un proceso intensificado de asimilación que privó a la persistencia de la identidad y la cultura de los alemanes en Rumanía de cualquier perspectiva futura. Debido al acuerdo entre Rumania y la República Federal de Alemania en 1978, comenzó una creciente emigración de los alemanes de Satu Mare a Alemania alrededor de 1980.
En la actualidad, hay 153 jardines de infancia de habla alemana con 7.000 niños y 133 escuelas con departamentos de habla alemana o integrales alemanas con un total de 13.000 alumnos. Principalmente son escuelas primarias y algunas escuelas secundarias con cursos completos de alemán hasta el grado 12. El recién inaugurado Liceo alemán "Johann Ettinger" en Satu Mare fue equipado con tecnología informática moderna en 1997 durante una visita del primer ministro de Baden-Württemberg, Erwin Teufel. En 1997, se volvió a establecer una escuela primaria alemana en Carei. Desde el año académico 1998-1999, en Satu Mare incluso se ha creado un departamento de ciencias administrativas de lengua alemana con 20 estudiantes de la Universidad Babeş-Bolyai de Cluj-Napoca.

## Población

### Desarrollo
Entre 1712 y 1838, un total de 2.072 familias con más de ocho mil colonos de la Alta Suabia se establecieron en las 31 comunidades del condado de Szatmár. Alrededor de 1820 había alrededor de 20.000 suabos viviendo en la región, y más de 40.000 alrededor de 1930. En 1939 había cuarenta asentamientos en Rumanía con alrededor de 30.000 habitantes de esta etnia.
En las décadas de 1970 y 1980, alrededor de Satu Mare vivían entre 35.000 a 38.000 suabos de Sathmar. Además, se pueden sumar otras 4.000 de las comunidades que permanecieron en Hungría en 1920 y alrededor de 8.000 personas de origen alemán en los distritos de Maramureș, Bihor y Sălaj . Por lo tanto, alrededor de 50.000 personas de origen alemán vivían en el área de asentamiento de los suabos de Satu Mare. En el censo de 1977 había 11.429 suabos de Sathmar viviendo en Rumanía. Si bien solo unos pocos suabos todavía viven en las localidades suabas al sureste de Sathmarland, debido a la emigración desde 1978, todavía hay localidades alrededor de Carei con una población suaba significativa a pesar de la emigración.
Según el censo rumano de 2002, los siguientes municipios y ciudades grandes tenían una proporción significativa de población de ascendencia alemana: Foieni (41,6 %), Petrești (31,5 %), Urziceni (22,5 %), Beltiug (15 %), Tiream (14 %), Căpleni (9,6 %), Ardud (6,4 %), Carei (2,3 %), Sântandrei (7,4 %) y Satu Mare (1,4 %).
En Hungría, se pueden destacar Vállaj (Wallei) (39%), Mérk (4%) y Zajta (Saiten).

### Empleo
La principal ocupación de los suabos de Sathmar era la agricultura, la cría de ganado y, principalmente en el sureste de Sathmarland, la viticultura de las colinas de las montañas de hayas lograron ricos rendimientos y establecieron verdaderas localidades bodegueras. La rotación trienal y, hacia finales del siglo XIX, la concentración parcelaria favorecieron un trabajo más racional, el uso de maquinaria agrícola y la sobreproducción. Los colonos no solo eran agricultores, sino también había muchos artesanos, como molineros, cuchilleros, caldereros y fabricantesd de clavos, carpinteros, albañiles, orfebres yplateros, entre otros. A principios del siglo XIX, por ejemplo, los zapateros de Satu Mare se organizaron en un gremio y redactaron sus estatutos en alemán.

### Representación política
En contraste con los suabos del Banat o los sajones de Transilvania, la emigración a Alemania fue menos pronunciada entre los suabos de Sathmar, por lo que una proporción significativa de la población en numerosas localidades es de ascendencia alemana. Esto significa que los suabos de Sathmar son el único grupo étnico alemán en Rumania con perspectivas de continuar existiendo. La representación política de los suabos de Sathmar y los demás grupos étnicos alemanes de la Rumanía actual es el Foro Democrático de los Alemanes en Rumanía (DFDR).
El "Foro Alemán de los Suabos de Sathmar", una subdivisión del DFDR, proporciona siete alcaldes como partido político en el distrito de Satu Mare, mantiene una base para el desarrollo económico y organiza el trabajo juvenil y cultural. Para llevar a cabo sus tareas, cuenta con el apoyo financiero y en términos de contenido de la “Landsmannschaft der Sathmarer Schwaben in Deutschland” y la “Landsmannschaft der Sathmarer Schwaben in Deutschland”. La considerable ayuda para el autogobierno del Gobierno Federal de Alemania en el ámbito social, cultural y económico debería facilitar la permanencia de los alemanes en Sathmarland.
En 1962, el distrito de Biberach asumió el patrocinio del equipo nacional de los alemanes de Satu Mare.

## Dialecto
El área de Carei y Satu Mare es la única área de asentamiento suabo del Danubio que es (casi) uniformemente oberschwäbisch, solo en Hodod hay un dialecto alemánico, similar al dialecto local del Banato de Zădăreni (Saderlach). En Sântandrei, se habla fráncico moselano palatino, similar a muchos dialectos del Banat, y en Vișeu de Sus, Tarna Mare y Bătarci hay una isla de dialecto austrobávaro que está relacionada con el zipser de Vișeu de Sus.
Los suabos de Sathmar forman el núcleo de los "Sprachschwaben" entre los suabos del Danubio porque no adoptaron los  dialectos fráncico renanos como muchos suabos ancestrales, y por lo tanto llevan el nombre de "suabos" con la mayor justificación.
Los lingüistas Hugo Moser, Hermann Fischer y Stefan Wonhas se ocuparon de la investigación del dialecto sathmarschwäbischen. Según estos investigadores, el dialecto de los suabos de Sathmar pertenece al grupo suabo-alemánico, porque los diptongos del alto alemán medio "ie" y "uo" se han mantenido y  "st" como "scht"  del alto alemán medio (Nuschterle, Wurscht, Schtuoark), aparece "sp" como "schp" (schpeet, schpotta). Además, "-en" se convierte en el tono débil "e = a" (kommen - kumma, gegangen-ganga). El hecho de que sea un dialecto alemán del norte muestra la retención de la "k" en la redacción. La diptongación de la "i" y la "u" del alto alemán medio demuestra que el dialecto sathmarschwäbischen pertenece a la rama suaba del alemánico del norte, es decir, al sur de la Alta Suabia, ya que en el dialecto del alto alemán medio "e" y "o" también como "i", "u" antes de sonidos nasales permanecen sin cambios.